# Чрезвычайная государственная комиссия по установлению и расследованию злодеяний немецко-фашистских захватчиков
Чрезвычайная государственная комиссия по установлению и расследованию злодеяний немецко-фашистских захватчиков и их сообщников и причинённого ими ущерба гражданам, колхозам, общественным организациям, государственным предприятиям и учреждениям СССР (ЧГК) — государственная комиссия СССР в годы Великой Отечественной войны. Комиссия была образована указом Президиума Верховного Совета СССР от 2 ноября 1942 года.
Указ предусматривал, что в задачу ЧГК входит «полный учёт злодейских преступлений нацистов и причинённого ими ущерба советским гражданам и социалистическому государству, установление личности немецко-фашистских преступников с целью предания их суду и суровому наказанию; объединение и согласование уже проводимой советскими государственными органами работы в этой области».
Комиссии предоставлялось право поручать надлежащим органам производить расследования, опрашивать потерпевших, собирать свидетельские показания и иные документальные данные, относящиеся к преступным действиям оккупантов и их сообщников на территории СССР.
Акты и сообщения ЧГК стали одним из важнейших доказательств обвинения в Нюрнберге.

## Положение о ЧГК

### Цели и задачи. Методы сбора информации
16 марта 1943 года была утверждено положение о Чрезвычайной государственной комиссии, где сообщалось, что ЧГК собирает документальные данные, проверяет их и по мере необходимости публикует материалы о нацистских преступлениях и материальном ущербе, что она издаёт распоряжения и инструкции по вопросам, входящим в компетенцию комиссии. Указывалось, что в необходимых случаях ЧГК будет иметь своих уполномоченных в союзных республиках, которые будут подчиняться непосредственно ей. Предусматривалось, что к составлению актов должны привлекаться представители советских, хозяйственных, профсоюзных, кооперативных и других общественных организаций, рабочие, колхозники и служащие.

### Состав
Председатель комиссии — секретарь ВЦСПС Н. М. Шверник
Члены комиссии:
- А. А. Жданов — партийный деятель, близкий соратник Сталина.
- А. Н. Толстой — русский советский писатель, публицист, общественный деятель, академик АН СССР.
- Е. В. Тарле — историк, академик АН СССР.
- Н. Н. Бурденко — нейрохирург, академик АН СССР.
- Б. Е. Веденеев — гидроэнергетик, академик АН СССР.
- Т. Д. Лысенко — биолог и агроном, академик АН СССР.
- И. П. Трайнин — юрист, академик АН СССР
- В. С. Гризодубова — лётчица, Герой Советского Союза.
- Митрополит Киевский и Галицкий Николай (Ярушевич).

### Состав секретариата
Для ведения дел Чрезвычайной государственной комиссии создавался секретариат в составе:

- ответственный секретарь;
- отдел по учёту злодеяний, совершенных немецкими оккупантами и их сообщниками против граждан Советского Союза;
- отдел по учёту ущерба, причинённого колхозам и совхозам;
- отдел по учёту ущерба, причинённого промышленности, транспорту, связи и коммунальному хозяйству;
- отдел по учёту ущерба, причинённого кооперативным, профсоюзным и другим общественным организациям;
- отдел по учёту ущерба, причинённого культурным, научным и лечебным учреждениям, зданиям, оборудованию и утвари религиозных культов;
- отдел по учёту ущерба, причинённого советским гражданам;
- инспекторский отдел;
- архив комиссии.

3 апреля 1943 года был утверждён штат комиссии в количестве 116 человек и смета в сумме 2 млн. 669 тыс. рублей.
В соответствии с положением от 16 марта 1943 года в республиках и областях также были созданы местные комиссии по расследованию преступлений немецко-фашистских захватчиков, которые действовали в тесном сотрудничестве и под руководством ЧГК. К началу 1944 года действовало 19 областных и республиканских комиссий.

## Деятельность комиссии

### Содействие работе ЧГК

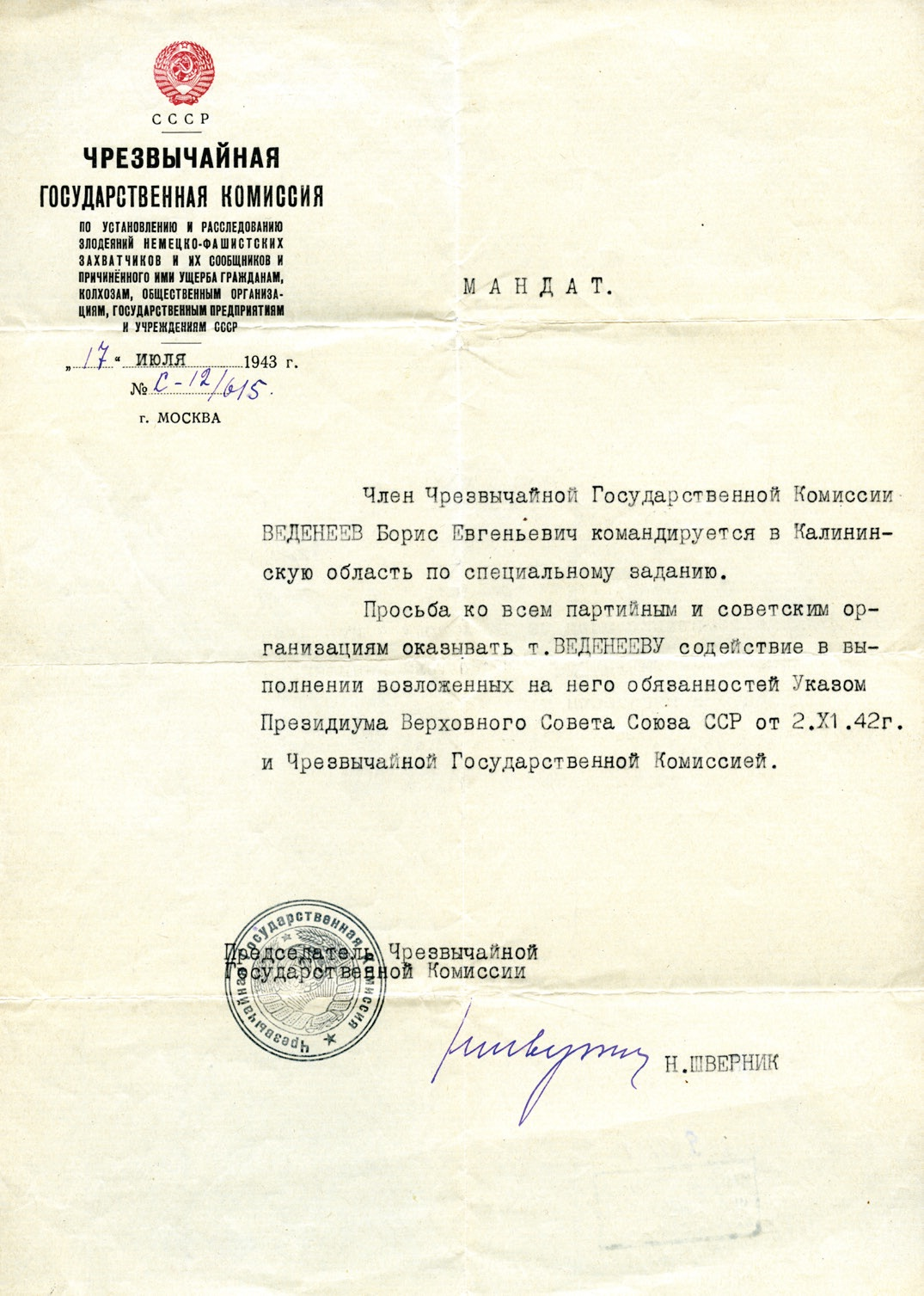
Мандат на командировку в Калининскую область, выданный члену ЧГК Веденееву 17 июля 1943 года

ЧГК сразу же приступила к работе и собрала массу доказательств преступлений фашистских захватчиков. Создание комиссии было встречено с большим удовлетворением советской общественностью, которая приняла самое активное участие в сборе материалов о преступлениях нацистов на оккупированных территориях. Многие советские граждане обращались в комиссию, выражая свою готовность оказать помощь в её работе. Так, 20 ноября 1943 г. к Н. М. Швернику обратился с письмом первоиерарх православной обновленческой церкви А. Введенский. Он сообщал, что у него имеются документы, свидетельствующие о зверствах оккупантов на Северном Кавказе, и предлагал сделать личное сообщение по этому вопросу. Фронтовик Н. Д. Свердлин писал: «Создание Чрезвычайной государственной комиссии принесло всем большое удовлетворение, ибо этим самым наша власть громогласно декларировала о том, что ни одно злодеяние не останется без возмездия». С предложением передать комиссии различные материалы о преступлениях захватчиков обратился батальонный комиссар 29-й армии Западного фронта Н. В. Харитоненко.

### Масштаб и методология работ ЧГК

#### Общий охват населения
В работе по составлению актов о преступлениях гитлеровцев и установлению ущерба, причинённого захватчиками, приняло участие свыше 7 млн человек — рабочих, колхозников, инженеров, техников, деятелей науки, культуры, священнослужителей и др. Акты составлялись в соответствии с подробно разработанными ЧГК инструкциями о порядке установления и расследования злодеяний немецко-фашистских захватчиков и по установлению размеров ущерба.
В частности, инструкция по установлению злодеяний, принятая на заседании комиссии 31 мая 1943 года, предусматривала, что расследования проводятся республиканскими, областными и краевыми комиссиями, а в районах, где ещё не восстановлена работа местных органов власти, — командным составом частей Красной Армии при участии военных врачей.

#### Порядок документирования преступлений

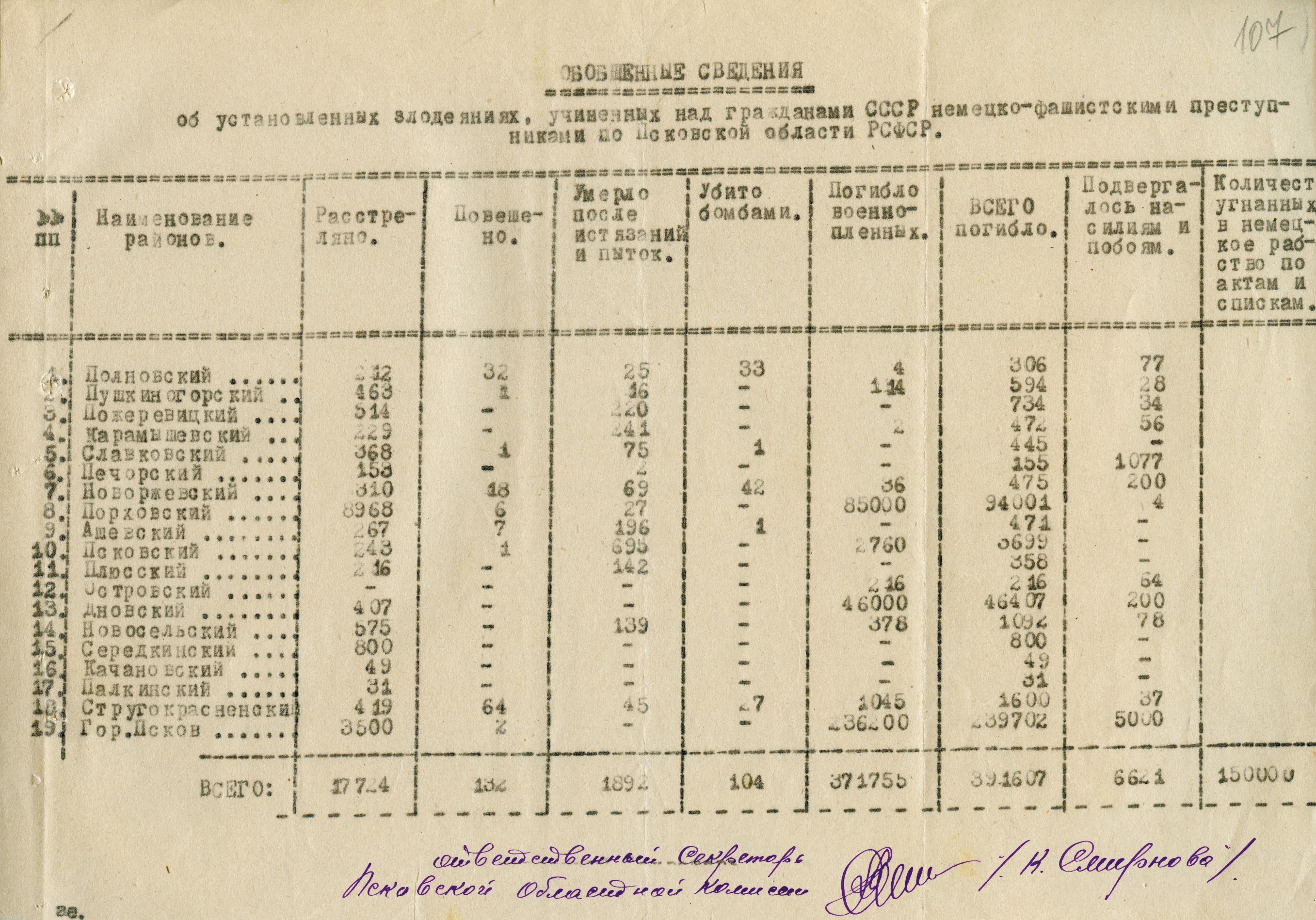
Документ Псковской областной комиссии о числе лиц, пострадавших (в том числе погибших) на территории Псковской области в период её оккупации

Факты злодеяний должны были устанавливаться актами на основе заявлений советских граждан, опроса потерпевших, свидетелей, врачебных экспертиз и осмотра места совершения преступлений. При этом следовало установить виновников злодеяний — организаторов, подстрекателей, исполнителей, пособников, их фамилии, названия воинских частей, учреждений, организаций. Акты должны были содержать как можно более точное описание совершенных преступлений. Следовало указывать фамилию, имя, отчество и место жительства граждан, удостоверяющих факт злодеяния. К актам должны были прилагаться все относящиеся к делу документы — протоколы опросов, заявления граждан, заключения медицинских экспертов, фотоснимки, письма советских людей, угнанных в Германию, немецкие документы и др. Акты должны были составляться непосредственно на местах совершения преступлений в месячный срок после освобождения советских территорий .
Члены комиссии и сотрудники секретариата выезжали в освобождённые районы, чтобы помочь наладить работу местных комиссий и в целях контроля за проделанной ими работой. Они производили обследование могил и трупов, собирали многочисленные показания свидетелей и освобождённых узников немецких тюрем и концлагерей, допрашивали пленных солдат и офицеров, изучали вражеские документы, фотоснимки и другие улики чудовищных преступлений.

## Результаты работы ЧГК
ЧГК рассмотрела и изучила 54 тыс. актов и свыше 250 тыс. протоколов опросов свидетелей и заявлений о злодеяниях фашистов. По данным этих документов, только на территории Советского Союза нацисты убили и замучили во время оккупации миллионы мирных советских граждан и военнопленных. Комиссия рассмотрела около 4 млн актов о причинённом ущербе, который составлял 679 млрд рублей (лишь прямой ущерб). На основании материалов расследований ЧГК составила список немецких руководителей и непосредственных исполнителей преступлений, а также лиц, эксплуатировавших советских граждан.

## Итоги работы ЧГК
Опираясь на многочисленные акты, документы, вещественные доказательства, ЧГК опубликовала за время своей работы 27 сообщений о злодеяниях гитлеровцев, совершенных ими на территории СССР и Польши. Также комиссией было опубликовано два тома документов.
Акты и сообщения Чрезвычайной государственной комиссии стали одним из важнейших доказательств обвинения в Нюрнберге. Сотрудник комиссии С. Т. Кузьмин был включён в состав советской делегации на процессе.
Собранные ЧГК материалы позволили уже в 1943 году провести судебные процессы над военными преступниками в Харькове и Краснодаре (Краснодарский процесс), а несколько позже (1945—1946 гг.) и в других городах — Киеве, Минске, Риге, Ленинграде, Смоленске, Брянске, Великих Луках и др.
Акты ЧГК также использовались как доказательство при осуждении немецких военнопленных на закрытых судебных процессах конца 1940-х годов. Директива МВД, МГБ и Прокуратуры СССР № 746/364/213сс от 29 ноября 1949 года предписывала:

В тех случаях, когда достаточных следственных материалов о конкретной преступной деятельности не имеется, военнопленных офицеров, служивших на командных оперативных должностях в органах и войсках СС, предавать суду по ст. 17 УК РСФСР и Указу от 19 апреля 1943 года за самый факт принадлежности к СС как военных преступников. Во всех случаях, когда это возможно, указывать на акты Чрезвычайной государственной комиссии, устанавливающие преступления воинской части, в которой состоял обвиняемый
По этому же принципу предписывалось судить командный и рядовой состав концлагерей и лагерей для советских военнопленных, а также работников судов, полиции, прокуратуры.

## Критика
Немецкий историк Дитер Поль (нем. Dieter Pohl) предостерегает от однозначной трактовки материалов Чрезвычайной государственной комиссии, чья собственная история до сих пор не исследована достаточно полно. В частности,

невозможно однозначно оценить влияние на результаты исследования региональных коммунистических организаций и органов госбезопасности, которые тесно сотрудничали с Государственной комиссией.
Оригинальный текст (нем.)der Einfluss regionaler KP-Organisationen und der Geheimpolizei, die eng mit der Staatskommission verflochten waren, auf die Untersuchungsergebnisse nicht genau abzuschätzen.

В особенности бросаются в глаза

местами относительно общие оценки потерь, да и вообще жёстко предопределённый ход расследования.
Оригинальный текст (нем.)die bisweilen relativ pauschalen Schätzungen zu Opferzahlen, überhaupt ein starr vorgegebenes Untersuchungsschema

Дитер Поль считает прискорбным преждевременное, по всей видимости, политически обусловленное прекращение расследования, которое уже по большей части было остановлено в 1945 году. Тем не менее, он подчёркивает важность обширных материалов Государственной комиссии, которые также порой включают и немецкие документы.
Датский исследователь Нильс Бо Поульсен также подчеркивает необходимость критического подхода к материалам Чрезвычайной государственной комиссии, указывая, в частности, влияние на её работу спецслужб. По оценке Поульсена, хотя «достоверность многих, а возможно, и большинства материалов, собранных Комиссией, не подлежит сомнению», приводимое в материалах Комиссии количество жертв среди мирного населения при перекрестной проверке часто оказывается искажённым — как правило, завышенным (порой во много раз). Кирилл Феферман приводит ряд примеров из УССР, когда количество жертв, напротив, преуменьшалось, дабы умалить масштаб Холокоста и подвести базу под заявление И.Сталина 1946 г. о семи миллионах погибших советских граждан во время войны. Возможно также, что цифры подгонялись под данные о реальной демографической ситуации в СССР на момент окончания войны.
Доктор исторических наук Виктор Земсков полагает, что данные по погибшим и замученным среди гражданского населения завышены не менее, чем в 2 раза. Главным образом за счет того, что местные комиссии ЧГК включали в списки погибших множество жителей, покинувших оккупированные населенные пункты, в том числе сожженные деревни .
Кроме того, по мнению Нильса Бо Поульсена, некоторые преступления, ответственность за которые Чрезвычайная государственная комиссия возложила на немецкую сторону, на самом деле были совершены советскими органами госбезопасности. В частности, это касается расстрела военнопленных под Катынью (в этом случае члены Комиссии просто подписали отчёт, заранее подготовленный НКВД) и расстрела заключённых в Виннице (отчет о расследовании которого, однако, никогда не публиковался).
Российский историк Никита Петров указывал на то, что опрошенные ЧГК лица не могли назвать имена конкретных участников военных преступлений и в результате этого ответственность автоматически возлагалась на руководство немецкой армии и военную администрацию. Отвечая на замечания Петрова, венгерский историк Тамаш Краус указывал, что Петров стоит на позиции презентизма и забывает о том, что в военное время намного труднее определить виновных в преступлениях и потому в военное время резко возрастает роль командиров, которые «одни располагают правом и возможностью обуздать и дисциплинировать своих солдат». По мнению Крауса, достоверность делает документы ЧГК незаменимыми историческими источниками для учёных.